# Рзаев, Васиф Рустам оглы
Васиф Рустам оглы Рзаев (азерб. Vasif Rüstəm oğlu Rzayev; 15 марта 1993, Баку, Азербайджан) — азербайджанский футболист. Выступает на позиции полузащитника. Защищает цвета команды первого дивизиона чемпионата Азербайджана — ФК «Локомотив-Баладжары».

## Клубная карьера
Профессиональную карьеру футболиста начал в 2011 году в составе ФК «Баку». Во время зимнего трансферного окна 2012-2013 годов перешёл в товузский «Туран», где провел один сезон. С 2013 года защищает цвета клуба «Локомотив-Баладжары». Выступает в составе баладжарцев под №20, является при этом капитаном команды.

### Чемпионат
Статистика выступлений в чемпионате Азербайджана по сезонам:
| № | Сезон       | Клуб                  | Лига            | Игр | Голов |
| - | ----------- | --------------------- | --------------- | --- | ----- |
| 1 | 2011 / 2012 | «Баку»                | Премьер-лига    | 0   | 0     |
| 2 | 2012 / 2013 | «Туран»               | Премьер-лига    | 4   | 0     |
| 3 | 2013 / 2014 | «Локомотив-Баладжары» | Первый Дивизион | ?   | 0     |

### Кубок
Статистика выступлений в Кубке Азербайджана по сезонам:
| № | Сезон       | Клуб                  | Игр | В запасе | Голов |
| - | ----------- | --------------------- | --- | -------- | ----- |
| 1 | 2012 / 2013 | «Локомотив-Баладжары» | 1   | 0        | 0     |
| 2 | 2013 / 2014 | «Локомотив-Баладжары» | 1   | 0        | 0     |

## Сборная Азербайджана

### U-17
В сентябре-октябре 2009 года принимал участие в учебно-тренировочных сборах юношеской сборной до 17 лет в итальянском городе Верона.